# 데스트니 추쿤예레
데스트니 추쿤예레(Destiny Chukunyere, 2002년 8월 29일 ~ )는 몰타의 나이지리아계 가수이다. 2015 주니어 유로비전 송 콘테스트 우승자이다. 2021 유로비전 송 콘테스트 대회에 몰타 대표로 참가했다.